# Obama marmorata
Obama marmorata ist eine Art der Landplanarien in der Gattung Obama. O. marmorata kommt im südlichen und südöstlichen Brasilien vor.

## Merkmale
Obama marmorata ist eine mittelgroße Landplanarie mit einem lanzenförmigen Körper. Individuen erreichen eine Körperlänge von ungefähr 100 Millimetern, wenn sie sich fortbewegen, im Ruhezustand haben sie eine Länge von 50 bis 60 Millimetern und eine Breite von ungefähr 6 Millimetern. Die Grundfärbung des Rückens ist am vorderen Ende goldgelb, dahinter eine elfenbeinfarbene Grundfärbung mit vielen grünlich-braunen Flecken, die streifenförmig entlang der Körperlänge verlaufen. Diese Streifen werden zu Hinterende immer länger, fehlen aber an den Rändern und an der Mittellinie vom Vorderende bis zu Pharynx. Die Bauchseite ist größtenteils in einem Elfenbeinton gefärbt, jedoch ist sie am Vorderende hellbraun.
Mehrere hundert Augen von O. marmorata sind auf den ersten 10 Millimetern des Körpers am Rand verteilt, weiter hinten befinden sich Augen vor allem auf der Rückenseite, wo sie die Mittellinie besetzen und weniger zahlreich sind.

## Verbreitung
Obama marmorata wurde in Brasilien im Bundesstaat Santa Catarina nachgewiesen. Fundorte waren Waldränder, Gebiete, die vor langer Zeit abgeholzt wurden, frisch aufgeforstete Wälder und Flächen, die für die landwirtschaftliche Nutzung in den Wäldern gerodet wurden.
Es wurde eine Zeit lang davon ausgegangen, dass O. marmorata auch in Europa und Argentinien eingeführt wurde, genetische Analysen zeigten jedoch, dass es sich bei den gefundenen Individuen um die phänotypisch sehr ähnliche Art Obama nungara handelte.

## Etymologie
Das Artepitheton marmorata leitet sich vom lateinischen marmoratum (dt. marmoriert) ab, hierdurch wird Bezug auf die Körperfärbung genommen.

## Systematik
O. marmorata wurde bei der Entdeckung und Erstbeschreibung Geoplana marmorata genannt. Zu einer neuen Klassifikation kam es, als molekulargenetische Untersuchungen zeigten, dass die Gattung Geoplana in verschiedene Gattungen aufgespalten werden musste, wobei die Gattung Obama neu definiert wurde.
Bis zur Entdeckung im Jahr 2015, dass Obama nungara eine eigene Art ist, wurden Individuen dieser Art fälschlicherweise O. marmorata zugeordnet. Der Grund liegt darin, dass beide Arten sich äußerlich sehr ähneln. Erst genetische Untersuchungen haben gezeigt, dass es sich um zwei Arten handelt und dass z. B. Obama josefi, Obama decidualis und Obama anthropophila näher mit O. marmorata verwandt sind, als es O. nungara ist.